# بروس راست
بروس راست (انگلیسی: Bruce Russett؛ زادهٔ ۱۹۳۵) کارشناس سیاسی، و استاد دانشگاه اهل ایالات متحده آمریکا است.
وی همچنین برندهٔ جوایزی همچون برنامه فولبرایت و کمک‌هزینه گوگنهایم شده‌است.